# ダヴィト・ギンヅブルク

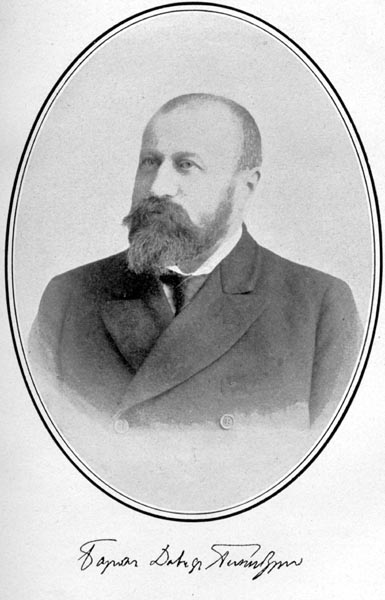
ダヴィト・ギンヅブルク

ダヴィト・ゴラツィエヴィチ・ギンヅブルク（Давид Горациевич Гинцбург, David Goratsievich Gintsburg, 1857年7月5日 - 1910年12月22日）は、帝政ロシアの東洋学者、男爵。Günzburgとも表記する。

## 経歴
大富豪ゴラツィー・ギンヅブルクの息子としてカーメネツェツ＝ポドルスクに生まれ、家庭で教育を受ける。パリやペテルブルクで学んだ後、20歳のときにペテルブルク大学からcandidateの学位を取得。のちに、東洋学者ヴィルヘルム・アールヴァルトとグライフスヴァルトのもとでアラビア語の詩を学んだ。
ヨーロッパ有数の蔵書家であり、多数の稀覯本や貴重な手稿を所持していた。彼はまたユダヤ美術の熱烈なパトロンでもあった。シリアやアフリカやイエメンから取り寄せた古いユダヤの手稿を収集し、その装飾を研究して、スタソフと共に『ヘブライの装飾品』（1903年ベルリン）という本を上梓したこともある。
ジューイッシュ・エンサイクロペディアの寄稿者の一人でもあった。
 この記事にはパブリックドメインである次の文書本文が含まれる: Herman Rosenthal and S. Janovsky (1901–1906). "Günzburg, David, Baron". In Singer, Isidore [in 英語]; et al. (eds.). The Jewish Encyclopedia. New York: Funk & Wagnalls.